# Palais de Mahazoarivo
Le palais de Mahazoarivo (en malgache : Lapan'i Mahazoarivo) est la résidence officielle et le bureau du Premier ministre de Madagascar. Il se situe à l'extrémité sud de la rue Razerôma dans le quartier éponyme dans le deuxième arrondissement d'Antananarivo. Le bâtiment en briques rouges et peint en rouge, construit au cours du XIXe siècle, s'inspire de l'architecture georgienne. Il est le lieu de résidence, de travail et de réception de tous les Premiers ministres malgaches depuis Désiré Rakotoarijaona, troisième Premier ministre de la IIe République, qui y entre en 1977.
L'expression « Mahazoarivo » est souvent employée pour désigner, par métonymie, l'administration du Premier ministre.
Depuis le 6 juin 2018, l'hôte des lieux est Christian Ntsay, 28e Premier ministre de Madagascar.

## Histoire
Le domaine de Mahazoarivo fut construit sur ordre du roi Andrianampoinimerina pour en faire un lieu de villégiature pour Ilaidama, son fils aîné et successeur. Le domaine était alors initialement constitué de deux habitations « tranokotona mitafo herana ».
Le domaine tire son nom de la bénédiction donnée aux habitants locaux par le roi lors de la réquisition de leurs terres : « Mahazoa zato, mahazoa arivo ».

### De 1810 à 1958
Sous le règne de Radama Ier, Mahazoarivo dépasse le cadre de la résidence de villégiature et devient un palais d’État, annexe de ceux du Rova d'Antananarivo. Radama y avait résidence régulière et s'en servait à la réception de diplomates étrangers. De ce fait, Chardenoux, envoyé de Sir Robert Farquhar, gouverneur de Maurice, y fut reçu en 1816 et qui au retour de sa mission fut accompagné par deux frères du Roi, Ratafika et Rahovy, et des personnalités importantes de la Cour.
En 1826, Mahazoarivo fût rasé par une explosion de poudrière au cours de laquelle il faillit périr. Sa majesté ordonna une reconstruction immédiate en édifiant, au bord du lac, Tranokintana, une résidence composée de 3 pièces entourée de nombreuses habitations plus petites. Cette reconstruction s'accompagna de la construction du parc et des jardins à l’entrée desquels s’inscrivaient deux immenses lettres RR (Radama-Rex) en verdure encadrant des massifs de fleurs.
En 1855, le prince Rakotondradama et son épouse Rasoherina reçoivent à Mahazoarivo le Révérend William Ellis de la London Missionary Society, envoyé à Madagascar comme émissaire officiel. Arrivé au pouvoir, Radama II fût édifier une bâtisse en pierre à toit plat servant de terrasse entourée d’un vaste jardin permettant des réceptions plus conviviales en particulier celle du commandant Marie Jules Dupré, venu initialement représenter la France à son couronnement, pour la signature d'un accord de commerce entre la Grande Île et l'Hexagone. Radama II prenait religieusement soin de la résidence favorite de son père au bord du lac.
La reine Ranavalona II a, quant à elle, procédé à l’édification d’une habitation en briques et à la diversification du patrimoine botanique et arboricole du parc à travers la plantation d’arbres et de plantes commandées en Europe. Les cygnes agrémentaient les eaux du lac. La coutume d’une grande fête donnée au nouvel an avec collations en plein air, jeux, spectacles de régates y a alors été établie. Elle y reçut, en 1881, l’ambassadeur français, le commissaire Théodore-Charles Meyer.
Mahazoarivo continue, jusqu’au temps de Ranavalona III à servir de lieu de villégiature et de lieu de réception des invités du Gouvernement royal. Très souvent, des cérémonies officielles y ont lieu. Le Premier ministre Rainilaiarivony y a alors reçu, le 28 juin 1884, Hicks Groves, l'ambassadeur du Royaume-Uni à Madagascar.

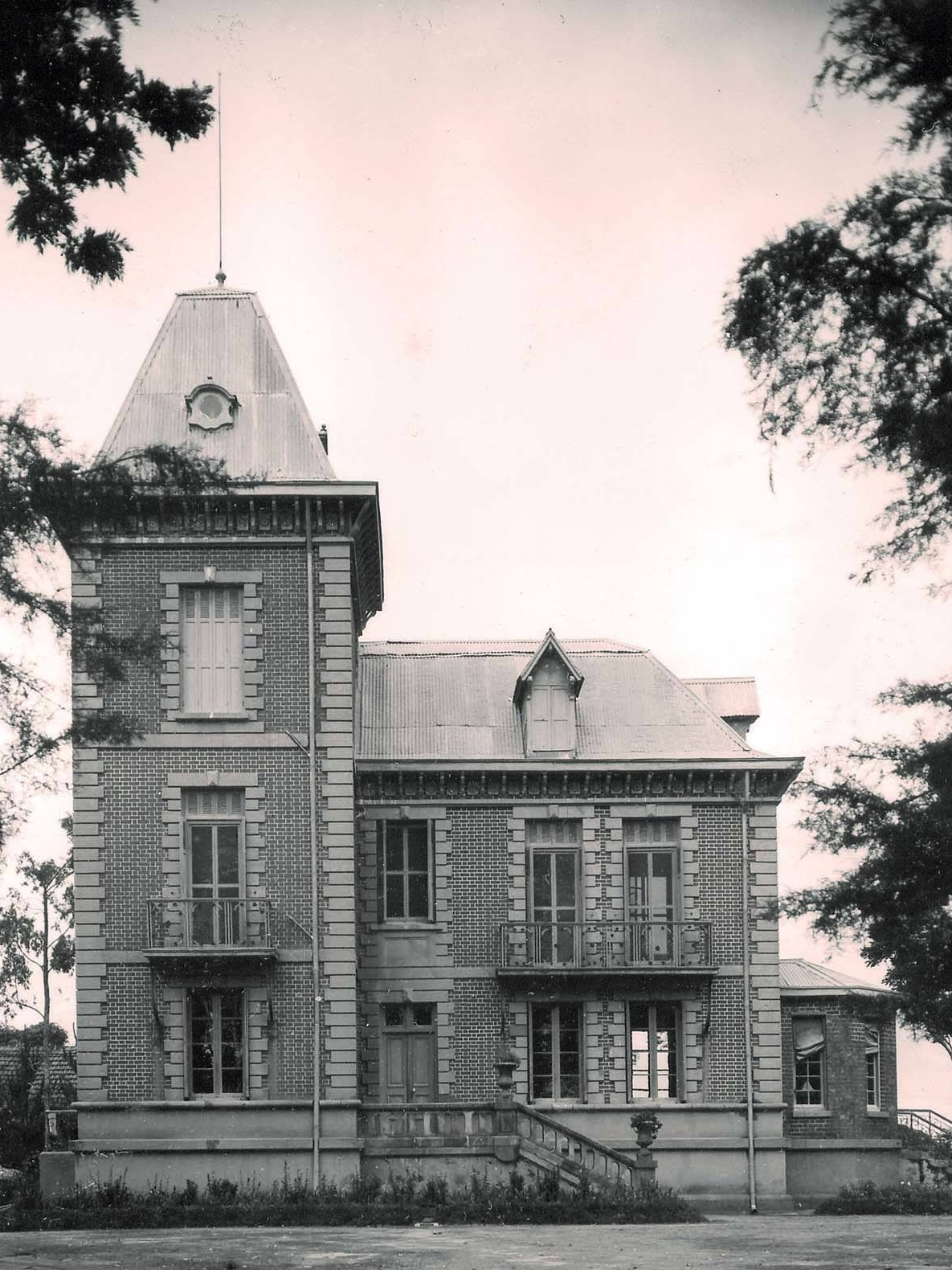
Le palais de Mahazoarivo en 1939.

Le pavillon tel que l'on connait aujourd'hui fut érigé sous l'administration coloniale française par le Gouverneur général Joseph Gallieni. Dès lors, Mahazoarivo est devenu la résidence estivale des Gouverneurs généraux, laissant toutefois les bureaux au Palais d'Ambohitsorohitra.

### Depuis 1958
À la suite de la proclamation de l'autonomie de Madagascar puis de la première république, le palais de Mahazoarivo devient résidence officielle du Président de la République, le Palais d'Andafiavaratra n'accueillant que les locaux de l'administration de la présidence.
À la suite de la construction, dans la banlieue de la capitale, du palais d'Iavoloha par Didier Ratsiraka, le palais de Mahazoarivo accueille la résidence officielle et les bureaux du Premier ministre de Madagascar. Désiré Rakotoarijaona est son premier occupant à ce titre qui y entre en 1977.
En 2019, le pavillon principal fait l'objet d'importants travaux de réhabilitation, les premiers depuis l'indépendance.

## Composition du domaine
Le domaine de Mahazoarivo est composé du Palais de Mahazoarivo, du Tranokintana et d'autres bâtiments administratifs.

Tranokintana en 2018.

Le pavillon principal abrite les appartements et le bureau du Premier ministre. Les bureaux des membres de l'équipe du premier ministre se trouvent dans le Tranokintana, bâtisse au bord du lac érigée par Radama Ier. Les conseils du gouvernement se tiennent également dans ce bâtiment.
Le complexe comprends également un terrain de basketball et un court de tennis.